# بنزن‌هگزول
بنزن‌هگزول (به انگلیسی: Benzenehexol) با فرمول شیمیایی C۶H۶O۶ یک ترکیب شیمیایی با شناسه پاب‌کم ۶۹۱۰۲ است. که جرم مولی آن ۱۷۴٫۱۱ g/mol می‌باشد. 